# Giftmordaffæren
Giftmordaffæren (L'affaire des poisons) var en berømt retssag, som fandt sted i Paris, Frankrig, i 1677-1682, under kong Ludvig XIV´s regeringstid. Under retssagen blev en række fremtrædende medlemmer af aristokratiet impliceret og dømt på anklager om giftmord og hekseri. Skandalen nåede ind i den inderste cirkel omkring kongen. Den førte til henrettelsen af 36 personer.

## Baggrund og oprindelse
Oprindelsen af sagen begyndte i 1675, efter at retssagen mod Marie-Madeleine-Marguerite d'Aubray, Markise de Brinvilliers, som blev beskyldt for at have konspireret med sin elsker, kaptajn Godin de Sainte-Croix, om at forgifte sin far Antonine Dreux d'Aubray i 1666 og to af hendes brødre Antoine d'Aubray og François d'Aubray, i 1670, for at arve deres godser. Der var også rygter om, at hun havde forgiftet fattige mennesker under hendes besøg på hospitaler. Efter at være blevet anklaget, flygtede hun, men blev arresteret i Liège. Brinvilliers blev tortureret og bekendte, blev dømt til døden, og den 17. juli blev hun tortureret med vandkur (tvunget til at drikke seksten potter vand), halshugget, og hendes krop brændt på bålet. Hendes påståede medskyldige Sainte-Croix blev ikke anklaget og retsforfulgt, fordi han var død af naturlige årsager i 1672.
Den sensationelle retssag gjorde opmærksom på en række andre mystiske dødsfald og startede en række rygter. Fremtrædende mennesker, herunder Louis XIV, blev foruroliget over at kunne risikere at blive forgiftet.

## Konsekvenser og undersøgelse
Sagen åbnede i februar 1677 efter anholdelsen af Magdelaine de La Grange, anklaget for dokumentfalsk og mord. La Grange appellerede til François Michel Le Tellier, Marquis af Louvois, og hævdede, at hun havde oplysninger om andre forbrydelser af stor betydning. Louvois indberettede dette til kongen, som derefter gav ordre til Gabriel Nicolas de la Reynie, der blandt andet var chef for det parisiske politi, om at indlede en efterforskning. La Reynie forsøgte at berolige kongen, og den efterfølgende efterforskning af potentielle giftmordere førte til beskyldninger om hekseri, mord og meget mere.
Myndigheder anholdte flere spåmænd og alkymister, der var mistænkt for at sælge ikke blot divinations, seancer og afrodisiaka, men også giftpulver. Nogle af dem tilstod under tortur og gav myndighederne lister over deres kunder, der angiveligt havde købt gift for at slippe af med deres ægtefæller eller rivaler i det kongelige hof.
Den mest berømte sag var, at jordemoder Catherine Deshayes Monvoisin eller La Voisin, som blev arresteret i 1679, efter hun blev inddraget af Marie Bosse. La Voisin angav en række vigtige personer ved det franske hof. Disse omfattede Olympia Mancini, grevinde of Soissons, hendes søster Marie Anne Mancini hertuginde af Bouillon, François-Henri de Montmorency, hertug af Luxembourg og, vigtigst, kongens elskerinde, Athenais de Montespan.
Adspurgt i påvirket tilstand, hævdede La Voisin, at Montespan havde købt et afrodisiakum og udførte sorte messer sammen med hende for at vinde og holde på kongen gunst og på denne måde holde rivaliserende elskerinder væk. Hun havde arbejdet sammen med en præst ved navn Étienne Guibourg. Der var ingen beviser udover hendes tilståelse, men et dårligt ry fulgt disse mennesker bagefter. Eleanor Herman hævder i sin bog Sex with Kings (Sex med konger), at politiet havde rapporter om spædbørnsknogler, og at der blev afsløret rester af 2.500 spædbørn i La Voisins have. Men Anne Somerset bestrider dette i sin bog The Affair of the Poisons og fastslår, at der er ingen omtale af, at haven skulle være blevet undersøgt for menneskelige rester.
Også involveret i skandalen var Eustache Dauger de Cavoye, den ældste levende ætling af en fremtrædende adelsslægt. Cavoye blev gjort arveløs af sin familie på grund af skørlevned. Han fejrede langfredag med en sort messe. Efter at være blev gjort arveløs åbnede han en indbringende handel med giftpulvere og afrodisiaka. Han forsvandt på mystisk vis efter den bratte afslutning på den officielle efterforskning i 1678. På grund af dette og hans navn blev han engang mistænkt for at være manden i jernmasken. Men denne teori faldt væk, da man ved, at han blev fængslet af sin familie i 1679 i Prison Saint-Lazare.

## Enden af retssagen
La Voisin blev dømt til døden for hekseri og forgiftning, og brændt på bålet den 22. februar 1680. Marshal Montmorency-Bouteville blev kortvarigt fængslet i 1680, men blev senere løsladt og blev kaptajn i livvagten. Minister Jean-Baptiste Colbert var med til at lægge en dæmper på tingene.
La Reynie genetablerede den særlige domstol, Chambre Ardente ("brændende ret"), for at retsforfølge forgiftningstilfælde og hekseri. Den undersøgte en række sager, herunder mange forbundet til adelige og hoffolk. I årenes løb dømte domstolen 34 mennesker til døden for forgiftning eller hekseri. To døde under tortur, og adskillige hoffolk blev sendt i eksil. Domstolen blev afskaffet i 1682, fordi kongen ikke kunne risikere omtale af en sådan skandale. Til dette sagde politimester Reynie, at "omfanget af deres forbrydelser beviste deres beskyttelse."

## Eftervirkning
Måske var den vigtigste virkning af skandalen og de efterfølgende forfølgelser udvisningen fra Frankrig af grevinde de Soissons. Hendes søn forblev i Frankrig blot for at opdage, at hans mors højt profilerede skændsel forhindrede ham i at realisere sine personlige ambitioner, da han reelt blev afskåret fra at forfølge en militærkarriere. Han ville i sidste ende forlade Frankrig, nærede et dybt nag mod Ludvig XIV, og gik i tjeneste hos Frankrigs svorne fjender habsburgerne. Eugen af Savoyen, eller prins Eugen, vil med tiden komme til at blive kendt som en af de største generaler i tiden og en af faktorerene til Louis fejlslagne forsøg på hegemoni i Europa.

## Dømt i giftmordaffæren
Giftmordaffæren implicerede 442 mistænkte: 367 ordrer af anholdelser blev udstedt, hvoraf 218 blev udført. Af de dømte, blev 36 henrettet; fem blev dømt til galejerne og 23 til eksil. Der er ikke med regnet dem, der døde i politiets varetægt efter tortur eller selvmord. Derudover blev mange anklagede aldrig stillet for en domstol, men anbragt uden for retssystemet og fængslet for livet ved et Lettre de cachet.
Af de mennesker, der blev dømt til livsvarigt fængsel ved lettre de cachet, blev seks kvinder fængslet på Château de Villefranche, 18 mænd på Château de Salces, 12 kvinder på Belle-Ile-en-Mer, 10 mænd på Château de Besançon, 14 kvinder på St Andre de Salins og fem kvinder på Fort de Bains.